# ویلیام بل (خواننده)
ویلیام بل (انگلیسی: William Bell؛ زادهٔ ۱۶ ژوئیهٔ ۱۹۳۹) یک موسیقی‌دان اهل ایالات متحده آمریکا است. وی از سال ۱۹۵۷ میلادی تاکنون مشغول فعالیت بوده‌است.